# Lijst van onroerend erfgoed in Zillebeke
Een overzicht van het onroerend erfgoed in de deelgemeente Zillebeke in de gemeente Ieper. Het onroerend erfgoed maakt onderdeel uit van het cultureel erfgoed in België.

## Bouwkundig erfgoed
| Object                                                         | Erfgoedstatus?      | Bouwjaar of architect | Deelgemeente | Adres                      | Coördinaten                   | Nummer? | Afbeelding                                                     |
| -------------------------------------------------------------- | ------------------- | --------------------- | ------------ | -------------------------- | ----------------------------- | ------- | -------------------------------------------------------------- |
| Noodwoning type Jouret & Speltinckx                            |                     |                       | Zillebeke    | Bellewaardestraat          | 50° 50' 56" NB, 2° 56' 31" OL | 30864   | Noodwoning type Jouret & Speltinckx                            |
| Hoeve Drogendale                                               |                     |                       | Zillebeke    | Blauwepoortstraat 72       | 50° 49' 60" NB, 2° 54' 53" OL | 30865   | Hoeve Drogendale                                               |
| Herberg Sanctuary Wood                                         |                     |                       | Zillebeke    | Canadalaan 26              | 50° 50' 12" NB, 2° 56' 45" OL | 30866   | Herberg Sanctuary Wood                                         |
| Hoeve De Pollepel                                              |                     |                       | Zillebeke    | Komenseweg 30              | 50° 50' 9" NB, 2° 54' 6" OL   | 30867   | Hoeve De Pollepel                                              |
| Hoeve met losse bestanddelen                                   |                     |                       | Zillebeke    | Komenseweg 78              | 50° 49' 23" NB, 2° 55' 23" OL | 30868   | Hoeve met losse bestanddelen                                   |
| Boerenarbeiderswoningen                                        |                     |                       | Zillebeke    | Komenseweg 80-86           | 50° 49' 4" NB, 2° 55' 40" OL  | 30869   | Boerenarbeiderswoningen                                        |
| Herenhuis                                                      |                     |                       | Zillebeke    | Maaldestedestraat 2        | 50° 50' 12" NB, 2° 55' 22" OL | 30870   | Herenhuis                                                      |
| Hoeve met losse bestanddelen                                   |                     |                       | Zillebeke    | Maaldestedestraat 21       | 50° 50' 13" NB, 2° 55' 16" OL | 30871   | Hoeve met losse bestanddelen                                   |
| Kapel en school                                                |                     |                       | Zillebeke    | Meenseweg 467              | 50° 50' 48" NB, 2° 56' 37" OL | 30876   | Kapel en school                                                |
| Boerenarbeiderswoningen                                        |                     |                       | Zillebeke    | Meenseweg 469-471          | 50° 50' 47" NB, 2° 56' 39" OL | 30877   | Boerenarbeiderswoningen                                        |
| Kasteel 't Hoge                                                |                     |                       | Zillebeke    | Meenseweg 481              | 50° 50' 48" NB, 2° 56' 43" OL | 30879   | Kasteel 't Hoge                                                |
| Eenheidsproject                                                |                     |                       | Zillebeke    | Meenseweg 490-496, 504-510 | 50° 50' 44" NB, 2° 57' 1" OL  | 30880   | Eenheidsproject                                                |
| Arbeiderswoningen                                              |                     |                       | Zillebeke    | Meenseweg 498-502          | 50° 50' 43" NB, 2° 56' 59" OL | 30881   | Arbeiderswoningen                                              |
| Opzichtershuis Huize Zandberg                                  |                     |                       | Zillebeke    | Meenseweg 558              | 50° 50' 37" NB, 2° 57' 37" OL | 30882   | Opzichtershuis Huize Zandberg                                  |
| Hoeve 's Herenthage hof                                        |                     |                       | Zillebeke    | Meenseweg 564              | 50° 50' 12" NB, 2° 58' 9" OL  | 30883   | Hoeve 's Herenthage hof                                        |
| Hoeve Ter Kemp                                                 |                     |                       | Zillebeke    | Pappotstraat 2             | 50° 49' 30" NB, 2° 56' 36" OL | 30884   | Hoeve Ter Kemp                                                 |
| Hoeve Lindegoed                                                |                     |                       | Zillebeke    | Pappotstraat 5             | 50° 50' 8" NB, 2° 57' 12" OL  | 30885   | Hoeve Lindegoed                                                |
| Langgestrekte hoeve                                            |                     |                       | Zillebeke    | Pappotstraat 6             | 50° 49' 53" NB, 2° 56' 59" OL | 30886   | Langgestrekte hoeve                                            |
| Opzichtershuis bij Huize Zandberg                              |                     |                       | Zillebeke    | Pappotstraat 7, 10         | 50° 50' 22" NB, 2° 57' 41" OL | 30887   | Opzichtershuis bij Huize Zandberg                              |
| Hoeve Essenhove                                                |                     |                       | Zillebeke    | Pappotstraat 8             | 50° 50' 16" NB, 2° 57' 31" OL | 30888   | Hoeve Essenhove                                                |
| Pastorie Sint-Catharinakerk                                    |                     |                       | Zillebeke    | Pastoriestraat 1           | 50° 50' 6" NB, 2° 55' 23" OL  | 30889   | Pastorie Sint-Catharinakerk                                    |
| Hoeve 't Langhof                                               |                     |                       | Zillebeke    | Rijselseweg 101            | 50° 49' 25" NB, 2° 53' 28" OL | 30890   | Hoeve 't Langhof                                               |
| Hoeve Hof Platteelwalle                                        |                     |                       | Zillebeke    | Schachteweidestraat 41     | 50° 50' 24" NB, 2° 55' 58" OL | 30891   | Hoeve Hof Platteelwalle                                        |
| Boerenarbeiderswoning                                          |                     |                       | Zillebeke    | Herenthagestraat 11        | 50° 50' 7" NB, 2° 58' 21" OL  | 30892   | Boerenarbeiderswoning                                          |
| Feestzaal en veldwachterswoning                                |                     |                       | Zillebeke    | Wervikstraat 1-3           | 50° 50' 5" NB, 2° 55' 24" OL  | 30893   | Feestzaal en veldwachterswoning                                |
| Hoeve                                                          |                     |                       | Zillebeke    | Wervikstraat 171           | 50° 49' 10" NB, 2° 56' 53" OL | 30894   | Hoeve                                                          |
| Hoeve Hof ter Zoete Ruste                                      |                     |                       | Zillebeke    | Wulvestraat 20             | 50° 50' 16" NB, 2° 55' 37" OL | 30895   | Hoeve Hof ter Zoete Ruste                                      |
| Boerenarbeiderswoning                                          |                     |                       | Zillebeke    | Zandvoordestraat 61        | 50° 50' 1" NB, 2° 55' 56" OL  | 30896   | Boerenarbeiderswoning                                          |
| Parochiekerk Sint-Catharina                                    | doopvont (monument) |                       | Zillebeke    | Zillebeke-Dorp 7           | 50° 50' 8" NB, 2° 55' 21" OL  | 30897   | Parochiekerk Sint-Catharina                                    |
| Gemeentehuis van Zillebeke                                     |                     |                       | Zillebeke    | Zillebeke-Dorp 9           | 50° 50' 6" NB, 2° 55' 21" OL  | 30898   | Gemeentehuis van Zillebeke                                     |
| Schutsluis op de Vaart Ieper-Komen                             | Monument            |                       | Zillebeke    | Palingbeekstraat           |                               | 201154  | Upload foto                                                    |
| Bedford House Cemetery                                         | Monument            |                       | Zillebeke    | Rijselseweg                | 50° 49' 44" NB, 2° 53' 27" OL | 201157  | Bedford House Cemetery                                         |
| Zillebeke Churchyard                                           | Monument            |                       | Zillebeke    | Zillebeke-Dorp             | 50° 50' 8" NB, 2° 55' 20" OL  | 201158  | Zillebeke Churchyard                                           |
| Tuileries British Cemetery                                     | Monument            |                       | Zillebeke    | Maaldestedestraat          | 50° 50' 23" NB, 2° 55' 12" OL | 201159  | Tuileries British Cemetery                                     |
| Perth Cemetery                                                 | Monument            |                       | Zillebeke    | Maaldestedestraat          | 50° 50' 31" NB, 2° 55' 16" OL | 201161  | Perth Cemetery                                                 |
| Birr Cross Roads Cemetery                                      | Monument            |                       | Zillebeke    | Meenseweg                  | 50° 50' 51" NB, 2° 55' 43" OL | 201162  | Birr Cross Roads Cemetery                                      |
| Hooge Crater Cemetery                                          | Monument            |                       | Zillebeke    | Meenseweg                  | 50° 50' 45" NB, 2° 56' 36" OL | 201163  | Hooge Crater Cemetery                                          |
| Sanctuary Wood Cemetery en gedenkteken voor Keith Rae          | Monument            |                       | Zillebeke    | Canadalaan                 | 50° 50' 18" NB, 2° 56' 39" OL | 201164  | Sanctuary Wood Cemetery en gedenkteken voor Keith Rae          |
| Maple Copse Cemetery                                           | Monument            |                       | Zillebeke    | Schachteweidestraat        | 50° 50' 8" NB, 2° 56' 20" OL  | 201165  | Maple Copse Cemetery                                           |
| Railway Dugouts Burial Ground                                  | Monument            |                       | Zillebeke    | Komenseweg                 | 50° 50' 7" NB, 2° 54' 11" OL  | 201166  | Railway Dugouts Burial Ground                                  |
| Blauwepoort Farm Cemetery                                      | Monument            |                       | Zillebeke    | Komenseweg                 | 50° 49' 46" NB, 2° 54' 30" OL | 201167  | Blauwepoort Farm Cemetery                                      |
| Larch Wood (Railway Cutting) Cemetery                          | Monument            |                       | Zillebeke    | Komenseweg                 | 50° 49' 41" NB, 2° 55' 23" OL | 201168  | Larch Wood (Railway Cutting) Cemetery                          |
| Chester Farm Cemetery                                          | Monument            |                       | Zillebeke    | Vaartstraat                | 50° 49' 17" NB, 2° 54' 6" OL  | 201169  | Chester Farm Cemetery                                          |
| Spoilbank Cemetery                                             | Monument            |                       | Zillebeke    | Vaartstraat                | 50° 49' 13" NB, 2° 53' 58" OL | 201170  | Spoilbank Cemetery                                             |
| Woods Cemetery                                                 | Monument            |                       | Zillebeke    | Verbrandemolenstraat       | 50° 49' 22" NB, 2° 54' 56" OL | 201171  | Woods Cemetery                                                 |
| 1st D.C.L.I. Cemetery, The Bluff                               | Monument            |                       | Zillebeke    | Verbrandemolenstraat       | 50° 51' 3" NB, 2° 54' 47" OL  | 201172  | 1st D.C.L.I. Cemetery, The Bluff                               |
| Hedge Row Trench Cemetery                                      | Monument            |                       | Zillebeke    | Verbrandemolenstraat       | 50° 49' 10" NB, 2° 54' 50" OL | 201173  | Hedge Row Trench Cemetery                                      |
| Gedenksite Hill 60                                             | Monument            |                       | Zillebeke    | Zwarteleenstraat           |                               | 201174  | Gedenksite Hill 60                                             |
| Canadese gedenksite Hill 62                                    | Monument            |                       | Zillebeke    | Canadalaan                 | 50° 50' 5" NB, 2° 56' 50" OL  | 201175  | Canadese gedenksite Hill 62                                    |
| Demarcatiepaal 18                                              | Monument            |                       | Zillebeke    | Komenseweg                 |                               | 201176  | Demarcatiepaal 18                                              |
| Wederopbouwhoeve                                               |                     |                       | Zillebeke    | Blauwepoortstraat 14       |                               | 212906  | Wederopbouwhoeve                                               |
| Gedenkkruisen Captain Bowlby en Captain Skrine                 |                     |                       | Zillebeke    | Begijnenbosstraat          |                               | 213276  | Gedenkkruisen Captain Bowlby en Captain Skrine                 |
| Obelisk 18th Division                                          |                     |                       | Zillebeke    | Meenseweg                  |                               | 213277  | Obelisk 18th Division                                          |
| Gedenkkruis King's Royal Rifle Corps                           |                     |                       | Zillebeke    | Meenseweg                  |                               | 213278  | Gedenkkruis King's Royal Rifle Corps                           |
| Gedenkkruis R.E. Grave, Railway Wood                           |                     |                       | Zillebeke    | Oude Kortrijkstraat        | 50° 51' 8" NB, 2° 56' 13" OL  | 213279  | Gedenkkruis R.E. Grave, Railway Wood                           |
| Gedenkkapel Onze-Lieve-Vrouw van de Vrede                      |                     |                       | Zillebeke    | Blauwepoortstraat          |                               | 213357  | Gedenkkapel Onze-Lieve-Vrouw van de Vrede                      |
| Gedenkkapel Onze-Lieve-Vrouw van Vrede                         |                     |                       | Zillebeke    | Zwarteleenstraat 59        |                               | 213358  | Gedenkkapel Onze-Lieve-Vrouw van Vrede                         |
| Britse schuilplaats Stenen Haan                                |                     |                       | Zillebeke    | Komenseweg                 |                               | 213398  | Britse schuilplaats Stenen Haan                                |
| Duitse bunker Heiliggeestbos                                   |                     |                       | Zillebeke    | Wervikstraat               |                               | 213399  | Duitse bunker Heiliggeestbos                                   |
| Britse betonnen verdedigingsconstructie Zillebeekse Vijver     |                     |                       | Zillebeke    | Zillebekevijverdreef       |                               | 213400  | Britse betonnen verdedigingsconstructie Zillebeekse Vijver     |
| Britse schuilplaats Hellfire Corner                            | Monument            |                       | Zillebeke    | Zuiderring                 |                               | 213401  | Britse schuilplaats Hellfire Corner                            |
| Betonconstructie The Bluff                                     |                     |                       | Zillebeke    | Bijlanderpad               |                               | 213528  | Betonconstructie The Bluff                                     |
| Britse betonnen verdedigingsconstructies Lock 7                |                     |                       | Zillebeke    | Bijlanderpad               |                               | 213529  | Britse betonnen verdedigingsconstructies Lock 7                |
| Duitse betonnen verdedigingsconstructie                        |                     |                       | Zillebeke    | Komenseweg                 |                               | 213530  | Duitse betonnen verdedigingsconstructie                        |
| Betonconstructie                                               |                     |                       | Zillebeke    | Kranenburgstraat           |                               | 213531  | Betonconstructie                                               |
| Halfondergrondse constructie Molenbos                          |                     |                       | Zillebeke    | Molenbosstraat             |                               | 213532  | Halfondergrondse constructie Molenbos                          |
| Betonconstructie 3 Vierlingen                                  |                     |                       | Zillebeke    | Zwarteleenstraat 3         |                               | 213533  | Betonconstructie 3 Vierlingen                                  |
| Betonconstructie 4 Vierlingen                                  |                     |                       | Zillebeke    | Zwarteleenstraat           |                               | 213534  | Betonconstructie 4 Vierlingen                                  |
| Betonconstructie Valeyebosch 1                                 |                     |                       | Zillebeke    | Vijfwegenstraat            |                               | 213535  | Betonconstructie Valeyebosch 1                                 |
| Betonconstructie Valeyebosch 2                                 |                     |                       | Zillebeke    | Vijfwegenstraat            |                               | 213536  | Betonconstructie Valeyebosch 2                                 |
| Duitse mortierstelling Valeyebosch                             |                     |                       | Zillebeke    | Vijfwegenstraat            |                               | 213537  | Duitse mortierstelling Valeyebosch                             |
| Betonconstructie Valeyebosch 4                                 |                     |                       | Zillebeke    | Vijfwegenstraat            |                               | 213538  | Betonconstructie Valeyebosch 4                                 |
| Duitse betonconstructie Hoogeziekenbosch                       |                     |                       | Zillebeke    | Vijfwegenstraat            |                               | 213539  | Duitse betonconstructie Hoogeziekenbosch                       |
| Duitse bunker Hoogendorp                                       |                     |                       | Zillebeke    | Vijfwegenstraat            |                               | 213540  | Duitse bunker Hoogendorp                                       |
| Geallieerde militaire constructie spoorwegberm Hellfire Corner | Monument            |                       | Zillebeke    | Zuiderring                 |                               | 213541  | Geallieerde militaire constructie spoorwegberm Hellfire Corner |
| Duitse betonnen verdedigingsconstructie Vierlingen 7           |                     |                       | Zillebeke    | Zwarteleenstraat           |                               | 213542  | Duitse betonnen verdedigingsconstructie Vierlingen 7           |
| Betonconstructie 6 Vierlingen                                  |                     |                       | Zillebeke    | Zwarteleenstraat           |                               | 213543  | Betonconstructie 6 Vierlingen                                  |
| Betonconstructie 3 Sanctuary Wood                              |                     |                       | Zillebeke    | Menenstraat                |                               | 213544  | Betonconstructie 3 Sanctuary Wood                              |
| 2 Duitse betonconstructies Hooge                               |                     |                       | Zillebeke    | Meenseweg 481              |                               | 213545  | 2 Duitse betonconstructies Hooge                               |
| Betonconstructie Zwarte Leen 4                                 |                     |                       | Zillebeke    | Pappotstraat               |                               | 213583  | Betonconstructie Zwarte Leen 4                                 |
| Betonconstructie Zwarte Leen 6                                 |                     |                       | Zillebeke    | Pappotstraat               |                               | 213584  | Betonconstructie Zwarte Leen 6                                 |
| Betonconstructie Twaalfgemeten I                               |                     |                       | Zillebeke    | Wervikstraat               |                               | 213585  | Betonconstructie Twaalfgemeten I                               |
| Betonconstructie Twaalfgemeten II                              |                     |                       | Zillebeke    | Wervikstraat               |                               | 213586  | Betonconstructie Twaalfgemeten II                              |
| Betonrestant I oorlogslandschap Palingbeek                     |                     |                       | Zillebeke    | Bijlanderpad               |                               | 213609  | Betonrestant I oorlogslandschap Palingbeek                     |
| Betonrestant II oorlogslandschap Palingbeek                    |                     |                       | Zillebeke    | Bijlanderpad               |                               | 213610  | Betonrestant II oorlogslandschap Palingbeek                    |
| 3 betonconstructies                                            |                     |                       | Zillebeke    | Bijlanderpad               |                               | 213611  | 3 betonconstructies                                            |
| Betonconstructie 1 Vierlingen                                  |                     |                       | Zillebeke    | Zwarteleenstraat           |                               | 213612  | Betonconstructie 1 Vierlingen                                  |
| Betonconstructie 2 Vierlingen                                  |                     |                       | Zillebeke    | Zwarteleenstraat           |                               | 213613  | Betonconstructie 2 Vierlingen                                  |
| Betonrestanten Groenenburg                                     |                     |                       | Zillebeke    | Vijfwegenstraat            |                               | 213614  | Betonrestanten Groenenburg                                     |
| Betonrestanten Heiliggeestbos                                  |                     |                       | Zillebeke    | Wervikstraat               |                               | 213615  | Betonrestanten Heiliggeestbos                                  |
| Betonconstructie 1 Sanctuary Wood                              |                     |                       | Zillebeke    | Menenstraat                |                               | 213616  | Betonconstructie 1 Sanctuary Wood                              |
| Betonconstructie 4 Sanctuary Wood                              |                     |                       | Zillebeke    | Menenstraat                |                               | 213617  | Betonconstructie 4 Sanctuary Wood                              |
| Betonconstructie Zwarte Leen 7                                 |                     |                       | Zillebeke    | Pappotstraat               |                               | 213626  | Betonconstructie Zwarte Leen 7                                 |
| Betonconstructie Zwarte Leen 8                                 |                     |                       | Zillebeke    | Pappotstraat               |                               | 213627  | Betonconstructie Zwarte Leen 8                                 |
| Betonconstructie 5 Vierlingen                                  |                     |                       | Zillebeke    | Zwarteleenstraat           |                               | 213629  | Betonconstructie 5 Vierlingen                                  |
| Betonconstructie 2 Sanctuary Wood                              |                     |                       | Zillebeke    | Menenstraat                |                               | 213630  | Betonconstructie 2 Sanctuary Wood                              |
| Betonconstructie Zwarte Leen 1                                 |                     |                       | Zillebeke    | Pappotstraat               |                               | 213643  | Betonconstructie Zwarte Leen 1                                 |
| Betonconstructie Zwarte Leen 2                                 |                     |                       | Zillebeke    | Pappotstraat               |                               | 213644  | Betonconstructie Zwarte Leen 2                                 |
| Betonconstructie Zwarte Leen 3                                 |                     |                       | Zillebeke    | Pappotstraat               |                               | 213645  | Betonconstructie Zwarte Leen 3                                 |
| Betonconstructie Zwarte Leen 5                                 |                     |                       | Zillebeke    | Pappotstraat               |                               | 213646  | Betonconstructie Zwarte Leen 5                                 |
| Betonconstructie Zwarte Leen 9                                 |                     |                       | Zillebeke    | Pappotstraat               |                               | 213647  | Betonconstructie Zwarte Leen 9                                 |
| Zeven schuilplaatsen Langhof Farm                              | Monument            |                       | Zillebeke    | Rijselseweg                |                               | 301963  | Zeven schuilplaatsen Langhof Farm                              |